# Víkingur Ólafsson
Víkingur Ólafsson (14 februari 1984) is een IJslandse pianist. Hij werkte verschillende keren samen met componist Philip Glass. Zijn album Johann Sebastian Bach uit 2018 was "album van het jaar" van de BBC Music Magazine Awards.

## Biografie
Ólafsson groeide op in Reykjavík. Zijn moeder was pianolerares en haar instrument fascineerde hem. Hij beschouwde de piano als zijn speelgoed. Toen hij zes jaar oud was, begon zijn moeder hem échte pianoles te geven. Hij studeerde vervolgens aan de Juilliard School in New York, bij Jerome Lowenthal en Robert McDonald, waar hij afstudeerde in 2008. Hij kreeg ook les van Ann Schein.
Hij trad op met orkesten zoals Los Angeles Philharmonic, Philharmonia Orchestra, Minnesota Orchestra, Göteborg Symfonieorkest, Detroit Symphony Orchestra en Symfonieorkest van de Zweedse Radio en met dirigenten als Thomas Adès, Esa-Pekka Salonen en Santtu-Matias Rouvali.
In 2011 speelde hij als solist tijdens het openingsconcert van het Harpa concertgebouw in Reykjavík. Hij bracht het pianoconcert van Edvard Grieg met het IJslands Symfonieorkest, onder leiding van Vladimir Ashkenazy.
In 2012 richtte Ólafsson Reykjavík Midsummer Music op, een jaarlijks kamermuziekfestival. Het festival won de Musical Event of the Year award op de Icelandic Music Awards 2012. In 2015 werd hij artistiek directeur van het Zweedse Vinterfest festival, waar hij pianist Martin Fröst opvolgde.
In 2015 presenteerde hij Útúrdúr, een televisieprogramma over klassieke muziek op de IJslandse zender RÚV. Voor radiozender Rás 1 presenteerde hij Fjórar Hendur Og Flygill. Met Björk bracht hij een versie van haar liedje Oceania in het televisieprogramma Átta raddir. In een interview vertelde hij over de muziekscène in IJsland: "We hebben hier een lange muzikale geschiedenis, maar dat is allemaal volksmuziek. Tot aan het einde van de 19e Eeuw, wanneer de eerste componisten klassieke muziek begonnen schrijven. ... Daarom zijn IJslandse muzikanten heel breeddenkend, omdat de geschiedenis niet té zwaar op hen weegt. ... De scène is klein, maar zeer intens. ... Er is maar één professioneel orkest en verschillende van die muzikanten spelen ook in popgroepjes of zelfs in een heavy metalband. ... Veel alternatieve popmuzikanten, zoals Sigur Rós of Björk, hebben een achtergrond in klassieke muziek. ... Er zijn geen duidelijke grenzen tussen genres en dat maakt het héél interessant."
Ólafsson voerde premières uit van pianoconcerten van verschillende IJslandse componisten, zoals Snorri Sigfús Birgisson, Daníel Bjarnason, Haukur Tómasson, en Þórður Magnússon, naast solo- en kamermuziek van Atli Ingólfsson, Mark Simpson en Mark-Anthony Turnage.
Zijn album Philip Glass - Piano Works uit 2017 leverde hem de bijnaam "Glenn Gould van IJsland" op van de New York Times en ook Gramophone magazine vergeleek hem met Gould, omdat hij "een bekend werk op onverwachte wijze kan laten schitteren". Ook bij radiozender Klara werd hij vergeleken met Gould. Ólafsson werkte verschillende keren met componist Philip Glass, voor concerten in Londen, Reykjavík en Göteborg. De eerste keer, in het Barbican Centre in Londen, werd hij door Glass zelf uitgenodigd om zijn Etudes te spelen. Ólafsson werd geprezen, omdat hij de herhaalde frases van Glass niet als een patroon speelde. Over zijn benadering voor Etude No.2 zei in een interview: "Ik kwam tot de conclusie dat dat geen herhaling is, maar een hergeboorte. De muziek betreedt niet steeds hetzelfde pad, maar beweegt als een spiraal."
In 2018 verscheen Johann Sebastian Bach, een album dat hem heel veel positieve kritieken opleverde. Hij vertelde in een interview dat hij als muzikant zijn eigen stem vond dankzij de muziek van Bach. De componist bracht weinig tempo- of fraseringsaanduidingen aan op zijn partituren, wat Ólafsson inspireerde. "De muziek van Bach is pure structuur. Je moet zelf de kleuren invullen en er voor zorgen dat de proporties juist zijn", verklaarde hij. In 2019 bracht Ólafsson het album Bach Reworks uit, waarop hij het werk van de componist aanpakte met hulp van elektronische muzikanten zoals Ryuichi Sakamoto en Hans-Joachim Roedelius van krautrockformatie Cluster. Over dit project zei hij: "Je kan de muziek van Bach gemakkelijk verkeerd aanpakken, omdat alles zo interpreteerbaar is. Ik begrijp dat er mensen zijn die het idee haten om elektronische dingen te doen met Bach, maar hij experimenteerde zélf graag. Ik wilde tonen dat zijn muziek er is om deuren te openen. Iedereen moet zijn eigen Bach vinden." In 2019 presenteerde hij zijn Bach-album in cultuurhuis Flagey in Brussel.
In 2020 begeleidde hij dirigent John Adams tijdens de première in Parijs van diens Must the Devil Have All the Good Tunes? met het Orchestre Philharmonique de Radio France. Vervolgens hernamen ze dat in Amsterdam, met het Radio Filharmonisch Orkest.
In het seizoen 2019/20 was Ólafsson artist in residence in het Konzerthaus Berlin, waar hij concerto's speelde van Thomas Adès, Robert Schumann, Daníel Bjarnason en Wolfgang Amadeus Mozart, twee solorecitals en kamerconcerten met Martin Fröst en Florian Bosch.
In maart 2021 bracht hij het album Reflections uit en datzelfde jaar bracht hij onder andere werk van Mozart in het Concertgebouw in Amsterdam en deSingel in Antwerpen.
Ólafsson heeft zowel een absoluut gehoor als synesthesie, waarbij hij tonen associeert met kleuren. Zo associeert hij naar verluidt F mineur met blauw, A majeur met geel en B majeur met paars.

## Discografie
Ólafsson bracht drie albums uit op zijn eigen platenlabel Dirrindí.
- 2009 - Debut - werk van Brahms en Beethoven
- 2011 - Bach / Chopin - Chopin 's preludes en twee partita's van Bach
- 2012 - Winterreise - Schubert 's Winterreise, met zanger Kristinn Sigmundsson (cd en dvd)

In 2016 tekende hij een exclusief platencontract bij Deutsche Grammophon.
- 2017 - Philip Glass - Piano Works
- 2018 - Johann Sebastian Bach
- 2018 - Darkest Hour - muziek van Dario Marianelli voor de soundtrack van de film van Joe Wright
- 2019 - Bach Reworks - met Valgeir Sigurðsson, Peter Gregson, Ben Frost, Ryuichi Sakamoto, Hildur Guðnadóttir, Hans-Joachim Roedelius, Thomas Rabitsch en Skúli Sverrisson
- 2020 - Debussy • Rameau
- 2021 - Reflections

## Onderscheidingen
- 2012 - "Klassiek Album van het Jaar" bij de Icelandic Music Awards voor Winterreise[35]
- 2019 - Gramophone magazine "Artist of the Year"[36]
- 2019 - BBC Music Magazine "Recording of the Year" en "Instrumental Album of the Year" voor Johann Sebastian Bach[37][38][39]
- 2019 - Opus Klassik Piano Recital "Album of the Year" voor Johann Sebastian Bach
- 2019 - Limelight Magazine "International Artist of the Year"[40]